# Maria Bieșu
Maria Bieşu (en russe : Мария Лукьяновна Биешу) est une chanteuse d'opéra soviétique/moldave, née le 3 août 1935 à Volintiri (en) (royaume de Roumanie) et décédée le 16 mai 2012 à Chișinău (Moldavie). Elle commence sa carrière en 1961 jusqu'à devenir la chanteuse principale de l'Opéra national moldave à Chișinău et acquiert une renommée internationale, notamment sous la direction du chef italien Arturo Toscanini.

## Biographie
Maria Bieşu nait à Volintiri (en), localité du raion de Ștefan Vodă en Moldavie, à l'époque dans le royaume de Roumanie. Issue d'une famille de paysans amateurs de chant, elle baigne dans un milieu musical, influencée par sa mère, Tatiana Bieşu, considérée comme la meilleure chanteuse du village. Elle effectue ses études secondaires au collège d'agronomie de la ville de Leova et y dirige un chœur. Remarquée pour son talent naissant, elle entre au Conservatoire d'État à Chișinău sans passer le barrage des auditions. Pendant cette période, elle chante comme soliste au Fluieraş, l'orchestre de musique populaire moldave. En 1961, elle achève ses études au conservatoire et entre en 1962 dans la troupe de l'Opéra national moldave, où elle interprète le rôle de Floria Tosca dans l'opéra Tosca de Puccini. Elle prépare également plusieurs rôles, notamment dans les opéras de Tchaïkovski Eugène Onéguine (Tatiana), La Dame de pique (Lisa) et de Puccini, Madame Butterfly (Cio-Cio-San).
Elle effectue un stage à la Scala de Milan en Italie de 1965 à 1967 sous la houlette d'Enrico Piazza, l'assistant du grand chef Arturo Toscanini, et aborde l'italien dans les opéras Aïda et Il Trovatore de Verdi ou Madame Butterfly de Puccini. Cette période est marquée par sa participation à de nombreux festivals et concours internationaux. Elle remporte notamment un prix au 3e concours international Tchaïkovski à Moscou en 1966, et en 1967 la Coupe d'Or, Le Grand Prix au concours international de chant Tamaki Miura pour son rôle de Cio-Cio-San dans Madame Butterfly.
En 1971, elle est invitée au Metropolitan Opera de New York pour interpréter le rôle de Nedda dans Pagliacci de Leoncavallo. Forte de son succès, elle se voit proposée un contrat d'une année pour se produire dans la grande maison new-yorkaise. La presse est unanime pour reconnaître son talent, notamment le New York Times qui écrit à son propos : « Maria Bieshu est une chanteuse exquise et talentueuse. Elle possède une plasticité vocale, une très belle voix et se tient étonnement de façon naturelle sur scène. ».
Sa carrière internationale la conduit à se produire dans certains des plus grands théâtres du monde notamment au théâtre Bolchoï de Moscou et effectue de nombreuses tournées internationales dont l'Europe, le Japon et l'Australie.

## Style et répertoire
Maria Bieşu possède les qualités indispensables du chanteur d'opéra : une voix, le talent musical et le sens théâtral. À l'aise dans plusieurs types de rôles, lyrique et dramatique-passionné notamment, elle a interprété plus de trente rôles dont ceux précités et encore dans les opéras suivants :
- Verdi : Leonora dans La forza del destino, Élisabeth dans Don Carlos, Abigaïlle dans Nabucco et Amelia dans Un ballo in maschera ;
- Francesco Cilea : Adriana Adriana Lecouvreur ;
- Bellini : le rôle-titre de Norma.

Elle est également connue pour ses récitals et son répertoire comprend des œuvres de compositeurs tels que Bach, Haendel, Caccini, Grétry, Schumann, Schubert, Liszt, Grieg, Respighi, Fauré, Rachmaninov, Tchaïkovski, Prokofiev et Sviridov.

## Distinctions
- 1960 : Ordre de l'Insigne d'honneur
- 1964 : Artiste émérite de la RSS de Moldavie
- 1966 : 3e prix au IIIe Concours international Tchaïkovski
- 1967 : Grand Prix au concours international de chant Tamaki Miura
- 1967 : Artiste du peuple de la RSS de Moldavie
- 1970 : Artiste du peuple de l'URSS
- 1968 : Prix d'État de la RSS de Moldavie
- 1974 : Prix d'État de l'URSS
- 1976 : Ordre du Drapeau rouge du travail
- 1982 : Prix Lénine
- 1984 : Ordre de Lénine
- 1990 : Ordre de Lénine
- 1990 : Héros du travail socialiste
- 1992 : Vice-présidente de l'Union internationale des musiciens
- 1992 : Ordre de la République, la plus haute distinction de la république de Moldavie
- 1994 : Artiste du peuple de la république du Bachkortostan
- 1999 : Membre d'honneur de l'Académie des sciences de Moldavie
- 2000 : Ordre de l'Étoile de Roumanie (commandeur)

## Sources
- (en) Cet article est partiellement ou en totalité issu de l’article de Wikipédia en anglais intitulé « Maria Bieşu » (voir la liste des auteurs).

- (ro) Cet article est partiellement ou en totalité issu de l’article de Wikipédia en roumain intitulé « Maria Bieşu » (voir la liste des auteurs).